# التلمود البابلي

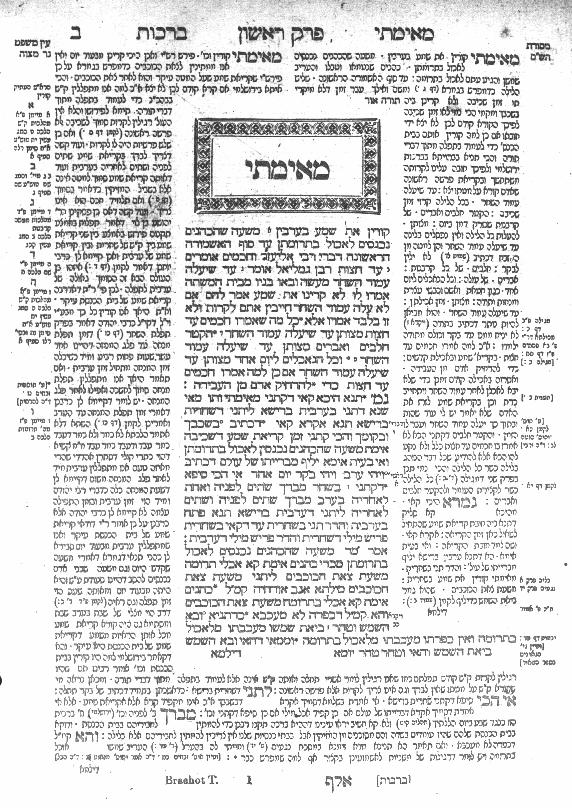

التلمود البابلي (بالعبرية: תַּלְמוּד בָּבְלִי) ويُسمى ايضًا چمراه (بالعبرية: גְּמָרָא)، هو مُؤَلَّف جماعي، يلخص به الأفكار التشريعية والأسطورية التصويرية المركزية الخاصة بالأمورائيم، حكماء إسرائيل في فترة ما بعد اختتام المشنا (بداية القرن الثالث)، سواء أولئك الذين أقاموا في بابل أو المقيمين في أرض فلسطين. وهذه الأفكار كُتبت في الأساس كشروح لأقوال الأجيال السابقة من حكماء، أي على المشنا وعلى (البيرتوت).
التلمود البابلي يسمى أيضا «جمارا»، كلمة تعني بالآرامية «تلمود»، وهذه الكلمة انتشرت وأصبحت مألوفة في أوساط جموع الدارسين عقب حظر استخدام مصطلح «تلمود» من قبل الرقابة المسيحية. الأسم «تلمود» قديم ومصدره يعود لعصر الجاؤونيم، ومعناه: تعلم ومطالعة وتفسير.

## مضمون التلمود
التلمود البابلي خُتم بواسطة الرابي آشي وربينا. وهو بني على أن يكون توضيح وتوسيع لفصول المشنا الستة. ولغته هي خليط بين العبرية (لغة الحكماء) والآرامية البابلية. ويستثنى من ذلك فصل الزروع وفصل الطهارة الذين لا يشتملهما التلمود البابلي، ماعدا باب البركات (من فصل الزروع) وباب الحيض (من فصل الطهارة). ويرى الرابي شلومو بن يتسحاقي أن محتوى التشريعات تتناول القضايا المرتبطة بالوصايا الخاصة بأرض فلسطين، لذلك لم يتناولها الأمورائيم في بابل بشكل متواصل.
يتضمن التلمود البابلي أقوال حكماء بابل وحكماء أرض فلسطين من فترة ما بعد الأنتهاء، أي من بداية القرن الثالث وحتى نهاية القرن الخامس. وهؤلاء الحكماء يطلق عليهم «أمورائيم».
بالإضافة إلى ذلك يُوجد به أيضا قطع محرره وروابط تمت كتابتها في فترة متاخرة قليلاً على يد محررين بابلين من طلاب ربينا والرابي اشي السبورائيم، الذين نجد أن جزء من أقوالهم موجودة في التلمود نفسه. وبالإضافة إلى المشنا يورد التلمود أيضا مقتبسات من أقوال التنائيم، لم يتم إقحامها في أصول المشنا المسماة «بريتوت» (بعضها مذكور أيضا في شروح: مخيلتا، سيبرا، وسفري، وفي توسفتا وفي مواضع أخرى).
التلمود البابلي يُعد ذو حجم كبير، وفي النسخ العادية- التي يطبع بها التلمود مع محلقات مضافه إليها أقوال مغتربين ومشرعين متنوعين- مطبوع في 20 مجلد. وتتألف نسخة فيلنا للتلمود البابلي من 2.711 صفحة.

### اللهجة التلمودية
من المألوف في التلمود فتح نقاش بشأن قضية ما باقتباس من المشنا أو من البريتا. وتلك الأقوال تشكل برهان، وحكماء التلمود في الأغلب لا يرون أنفسهم مخولين للاختلاف عليها، بل يفسرونها فقط. فبعد وضع الاقتباس، تُطرح عموما عدة أسئلة مثل: من أين أُستمد الحكم المذكور في الاقتباس، وهل لا يتعارض مع الحكم المفصل في موضع آخر، وهل لا يتضمن تناقضاً داخلياً في مضمونه، وهل يمكن أن نتعلم منه أموراً أخرى إلى غير ذلك من الأسئلة المشابهة.
في بعض الأحيان بدل التلمود ان هناك حاجة إلى فهم المشنا بصورة تختلف عن المعنى البسيط للقارئ العادي من خلال إضافة أو انتقاص في صيغة المشنا الأصلية. وجوهر هذه التفسيرات هي قضية فلسفية معقدة عانى منها الكثيرون. وفي بعض الأحيان يتشكل سؤال فالحياة العملية أو النظرية مدخلاً للنقاش، ولكن حينئذ أيضا تجرى محاولة لحلها بواسطة استخدام المصادر السابقة وتوضيحها.
يُدار النقاش التلمودي بصورة حوار جماعي، ونجد أن كل سؤال يقترن بإجابة، ويجر معه تساؤلاً آخر. وأحياناً تتم الإشارة إلى أسماء السائلين والمجيبين وأحياناً لا. ولا يتم حسم الجدال دائماً في التلمود، الأمر الذي يؤدي إلى نشوب خلافات في الأجيال التالية. وأحيانا لا يتوصل إلى إجابة لكل علامات الاستفهام.
يستعين التلمود بشكل كبير بتوضيح الشريعة بأساليب «وعظية»، وردت على لسان «هلل الزقان» و«الرابي يسمعائيل»، التي تسمى قياسات تحتاجها التوراة والتي وفقاً للتعاليم اليهودية فإن تلك «القياسات» بُلغت لموسى في سيناء. وقد كتب التلمود ونظمه في نهاية حقبة الأمورائيم اثنين من كبار ذلك العصر هما: ربينا والرابي آشي وطلابهما.

### الأجاداة أو الأسطورة في التلمود
بالإضافة إلى أقوال الشريعة، يحتوي التلمود على الكثير من الأساطير. بعضها اشتهرت وتحولت إلى تراث خالد للشعب اليهودي. أثار بعضها عدم قناعة ودهشة مثل «أسطورة دربا برير» في بافا بترا، ولذلك يميل مفسرين بارزين لتفسيرها بأسلوب السر والغموض. وتتضمن تلك الأساطير أيضا مادة تاريخية ضخمة، حتى وإن كانت صحته التاريخية محل خلاف. وبعض أجزاء الأجاداة، خاصة تلك التي تتحدث عن المسيح، تم حذفها من قبل الرقابة المسيحية، ولم تعد إلى التلمود إلا في النسخة الحديثة.
هذا وقد اختلفت آراء المفسرين بشأن مدى صلاحية الأساطير، وذلك عندما أدرك الأوائل، مثل الرابي شموائيل هنجيد، والرابي يتسحاق ابربنال وآخرين (ويحتمل أن يكون الرابي موسى بن ميمون أيضا منضماً لهذه المجموعة)، أنها ليست بقوة الأجزاء الشرعية في التلمود. وجميعهم اتفقوا، باختلاف أطيافهم، أن الأساس هو أنه لا يمكن أن نتعلم من تلك الأساطير أمور شرعية.
وفي بعض الأحيان جاءت أقوال الهجاداة متضمنة أساس شرعي. وأبرز مثال على ذلك موجود في قضية «وقد عكناي». والرابي موسى بن ميمون في مقدمته، يستعرض عدة نظريات كانت منتشرة فيما يتعلق بتعلم الأساطير في التلمود. وهو يرفض النظريات الزاعمة بالفهم الحرفي البسيط للأساطير، كنتيجة أعقاب ذلك قبولها كحقيقة أو ككذب، ويقبل ابن ميمون النظرية الزاعمة أن الحكماء أرادوا تعليمنا رسالة عميقة من خلال ذكر هذه الأساطير، وعلينا أن ننجح في فهمها بصورتها الاستعارية.

### الرقابة ومعاداة السامية في أعقاب التلمود
منذ ختم التلمود، ظهر للتلمود الكثير من المعارف وقاموا بالتشهير به والافتراء عليه، وهناك ما ورد على لسان عدد من مفسري التلمود بمثابة تحريض وكراهية للأغيار (الجوييم) أو مصادرة لأمواله أو فيما يتعلق بإنقاذ حياته. وهؤلاء المنتقدين صبوا غضبهم على بعض المقتبسات الواردة في التلمود مثل:«أنتم تدعون بشراً ولا توجد أمم في العالم يدعون بشراً»، و«شعب يشبه الحمار»، و«نهب الغريب جائز»، وكذلك قضايا مثل مسألة «هابطون وصاعدون».
هذا ونجد أن المسائل التي خضعت للرقابة في الجمارا، تم حذفها بسبب حساسيتها بالنسبة للمسيحية. لكن الكتابات التي بخط اليد التي تم اكتشافها والنسخ القديمة مثل نسخة فينسيا، تم تجميعها في سلسلة أطلق عليها «نواقص المشنا»، وتظهر في جزء من نسخ التلمود. وأكثر تلك الأجزاء حساسية تلك التي تتعلق بمؤسس المسيحية «المسيح». فعلى سبيل المثال، وفقاً للجمارا التي خضعت للرقابة من فصل سنهدرين يظهر وصف قتل المسيح على يد السنهدرين نتيجة أنه «سحر وأغوى وفتن». بالإضافة إلى ذلك يتم سرد قصته وخروجه بثقافة سيئة، نتيجة لأن أحد الزوجين، يهوشوع بن برحيا، طرده.

#### إعداد التلمود
يشير التلمود أن الرابي آشي وربينا (بار راف هونا) هما «آخر المعلمين»، أي أن فترة التلمود قد انتهى بهما. وفق لرسالة الرابي شريرا جاؤون، فإن ربينا، الأخير من بين الاثنين، توفي في عام 500. وبعد هذه الحقبة بدأت حقبة السبورائيم، التي تميزت بالاضطرابات والانشقاقات التي حلت بالطائفة اليهودية في بابل. وعقب تلك الاضطرابات –بحسب الرسالة- تقوض التعليم في اليشيفوت، ومعظم الحاخامات أيضا ماتوا في سن صغير. وقام السبورائيم بترتيب التلمود، وضموا إليه «شروح تقترب من التوجيهات». وهذه المرحلة استمرت لما يقرب من مائتي عام.

### الزيادة على المكتوب
تجدر الإشارة إلى أن أجزاء من التلمود البابلي تمت زيادتها على المكتوب خلال حقبة التنائيم والامورائيم أنفسهم، ومن المحتمل أن تكون هناك أجزاء أخرى تمت كتابتها في موعد سابق لذلك. لكن يجب أن نميز بين ما ذكرناه في الأعلى وبين زيادة جمع التلمود على المكتوب كمؤلف كامل وتام وبصيغة ثابتة. وموعد الزيادة على المكتوب كمؤلف كامل غير معروف، ويختلف الباحثين على ذلك بناء على تخمينهم، لكن يمكن من خلال متابعة الشواهد الأولى المتعلقة بوجود صيغ مكتوبة من التلمود يمكن أن نستدل على أنها بمثابة تجميع تام.
ومثل تلك الشواهد الدالة على وجود كتابات بخط اليد لتجميع التلمود البابلي (بصورته النهائية) موجودة بحوزتنا بدءاً من منتصف القرن الثامن الميلادي. وفعلياً فقد سُأل الرابي شريرا جاؤون في القرن العاشر الميلادي في رسالته الشهيرة، وعلى حد زعمه بأنه «كيف كُتب التلمود». ذُكر في أقوال الجاؤونيم عن وجود كتابات تلمودية بخط اليد من القرن الثامن الميلادي. وفي حوالي القرن التاسع ذُكر أن الرابي بلتوي جاؤون «أمر وأرسلوا لأبناء أسبانيا تلمود وتفسيره». الرابي شموئيل هنجدي، في القرن الحادي عشر الميلادي، ورسالة عن شخص باسم نتروناي بار هنخاي «الذي كتب لأبناء أسبانيا التلمود من فمه وليس من المكتوب». الرابي موسى بن ميمون في القرن الثاني عشر، من الكتاب الذي وصل ليده في مصر تظهر كتابات بخط اليد للتلمود تشبه المخطوطات التي كُتبت قبل وقته بخمسمائة سنة (القرن السابع الميلادي) «التي كانت مكتوبة قبل هذا الوقت بما يقرب من خمسمائة سنة».
وبخلاف تلك الشواهد الغير مباشرة، يوجد مخطوطات سابقة للتلمود البابلي مدون بها تاريخ كتابتها. ففي مخطوط يمني (تجميع الرابي ميمون) مُدون تاريخ 4584 للخليقة (778 للميلاد) كتاريخ كتابته، وفي مخطوطة لنينجرد (على فصلي المكتوبة والطلاق) يُشار وفقاً لإحدى الشهادات أنه كُتب في عام 1072 ميلادياً. في فصل كريتوت بمخطوطة بودلي 2673 مُشار تاريخ 1123 ميلادياً. وجزء قدشين الذي كتب يدوياً على يد بيرنتسي من عام 1177 ميلادياً هي المخطوطة الأقدم التي تسبق رسالة شلومو محدد بها التاريخ. ومخطوطة ميونخ (95) التي كُتبت في عام 1343 هي المخطوطة اليدوية الكاملة الوحيدة للتلمود البابلي التي ظلت حتى وقتنا هذا.

## صلاحيات التلمود
بعد أن تم الأنتهاء منه، أصبح التلمود البابلي كتاب التلمود الرئيسي الأكثر انتشاراً الذي يتم تدارسه في إسرائيل، ولكن القليلين انشغلوا بتجميع التلمود اليورشليمي الذي يعد المقابل له، والذي كان تأثيره أقل بكثير. ويعلل الباحثين ذلك بالترتيب الأساسي للتلمود البابلي وتضمينه بيد السبورائيم والتأثير البالغ لجاؤوني بابل، الذين عملوا على تحويل التلمود البابلي إلى السلطة الشرعية الحصرية لدى شعب إسرائيل.
ومضمون التلمود البابلي تم قبوله كإلزام لجميع أطياف إسرائيل من الناحية الشرعية، بدون اعتراض، حسبما ذكر الرابي موسى بن ميمون:
«كل الأقوال التي في التلمود البابلي تلزم كل إسرائيل بإتباعها، وتفرض على كل مدينة ومدينة وكل دولة ودولة بالسير على النهج الذي انتهجه حكماء التلمود...بما أن تلك الأقوال التي في التلمود اتفق عليها كل إسرائيل».   مقدمة الرابي موسى بن ميمون في كابته مشنى لتوراه.
كان أساس الإنتاج الأدبي لشعب إسرائيل منذ الانتهاء من التلمود وحتى فترة الهسكلاه، هو تفاسير التلمود سواء بشكل مباشر أو غير مباشر (أي: عبر أدب الأسئلة والأجوبة، والأجاداة وغير ذلك). والتلمود بتفاسيره يتضمن أسئلة جدلية بدرجة كبيرة من الحكمة والمنطق، والضرورة الدينية للتفهم الجيد ولتسوية التناقضات التي تظهر من التعمق تؤدي إلى تحسين طرق التلمود وأسلوب النقاش. وهذا تحول إلى أحد السمات البارزة لليهودي المشتغل بالتلمود.

### تعليم التلمود
على مر الأجيال شكل التلمود أساس الدراسة بالنسبة لأبناء اليشيفا، وأُعتبر التلمود قاعدة الشريعة في جميع نواحي الحياة في القضاء والشريعة. وشكل التربة الخصبة لتطوير القدرات التعليمية، من بينها حكمة الجدال واستنباط الحكم. ويشكل التلمود اليوم أيضا أساس التعليم في الغالبية العظمى من مؤسسات التعليم الحريدية، خاصة في أوساط اليشيفوت. وهي نظرية مختلفة تقريبا في المعاهد الحريدية، التي تركز أكثر على تعليم كتب الشريعة مثل «شولحان عروخ» ونوسأي كلاف.
هناك عدة أساليب تقليدية لتعلم التلمود. تنقسم في الأساس بين نمطين: التعلم المهاري، استيعاب المعلومة بشكل سريع، أو التعلم المتعمق للمسألة.
والنموذج الكلاسيكي للتعلم المهاري هو مؤسسة هداف هيومي (الصفحة اليومية)، التي يتم فيها تدريس صفحة واحدة كل يوم، بهدف استيعاب المشنا خلال سبع سنوات ونصف. وتعليم الجمارا بالمهارة سوياً مع تفاسير الرابي شلومو يتسحاقي وإضافات. وهذا يسمى جمارا، تفاسير وإضافات. وهذا هو أسلوب التعلم المهاري المتبع في غالبية اليشيفوت. هذا ونجد أن المعلم الكبير الرابي ليوي من براج عارض التعليم المعتاد للإضافات، وهناك يشيفوت (مثل يشيفا توراة الحياة) التي تنفذ هذا الأسلوب عملياً، ولا تُدرس اضافات بالتعليم المهاري.
التعليم التخميني ويتم بأساليب مختلفة. ففي الماضي كان ينتشر أسلوب الجدل والنقاش، وحالياً نجد أن الأسلوب المتبع في اليشيفوت الليتوانية، والتعليم التخميني تم تقديره أكثر من التعليم المهاري، على الرغم من المعارضة الواضحة لعدد من كبار رؤساء اليشيفوت، وفي هذا الإطار يمكن أن نشير إلى الرابي شاخ والرابي اويعرفخ على سبيل المثال. وفي إطار الأسلوب التخميني القائم حالياً يتم التركيز في معظم اليشيفوت على تعليم حوالي عشرة «فصول دراسية» فقط (من بين سبعة وثلاثين) هي: جيتين، قيدوشين، كتوفوت، يبموت، ببا كما، ببا متسيعا، ببا بترا، مكوت، منهدرين، شبات وبسحيم.
في المؤسسة الحسيدية نلاحظ الميل إلى –وأحياناً أيضا تفضيل- التعليم المهاري إلى جانب التعليم التخميني. ويمكن أن نشير على سبيل المثال إلى مؤسسة شاس التابعة للحسيدية تسانز، وكذلك قرار، الرابي يعقوب أريا التر، بتغيير هذا الأسلوب، من خلال إلغاء يشيفات جور، ومنذ هذه الفترة يتعلم بها فقط بالمهارة. وتلك نماذج متميزة، وبوجه عام هناك اختلاط بين الأسلوبين.